# Enzo Draghi
Enzo Draghi, all'anagrafe Vincenzo Draghi (Voghera, 15 marzo 1952), è un cantautore, compositore, arrangiatore e cantante italiano.

## Biografia

### 1952-1969: L'infanzia e l'adolescenza
Enzo Draghi nasce il 15 marzo 1952 a Voghera nell’Oltrepò Pavese. La sua prima esibizione in pubblico risale ai primi anni dell’infanzia, a quattro anni infatti, debutta in eventi teatrali nel nord Italia con la fisarmonica regalatagli dai genitori e a cinque anni apprende i primi rudimenti della musica scritta. A partire dai 7 anni inizia gli studi classici e di jazz al pianoforte insieme al maestro Giuseppe Accorsi, il quale lo volle con sé, per un decennio.
Verso la fine degli anni ’60, a quindici anni, inizia a esibirsi come chitarrista e cantante, con vari gruppi e fonda una band blues rock, i Bloody Fire con la quale inciderà il suo primo 45 giri.

### 1970-1984: Gli inizi nella musica
Parallelamente agli studi universitari di medicina, inizia a lavorare come turnista con Enrico Riccardi e Luigi Albertelli a Tortona, nel loro studio di registrazione che si trovava non molto lontano da dove abitava l’artista. L’avvento delle radio libere porta Enzo Draghi a scrivere anche jingle e musica per la pubblicità oltre a spot per numerose emittenti televisive italiane. Il decennio del '70 influisce sul suo stile di scrittura e composizione, gruppi come Deep Purple, Black Sabbath, Gentle Giant o anche il blues di Eric Clapton, entreranno a far parte del suo bagaglio musicale.
Nella prima parte degli anni ‘80, finito il servizio militare, entra nel gruppo vocale di Paola Orlandi a Milano oltre ad iniziare a lavorare come cantante in numerose produzioni discografiche e televisive, tra le altre, con l’Orchestra di Augusto Martelli.
In quegli anni molte sono le produzioni di jingles pubblicitari, tra cui celebri spot quali Baci Mondo Perugina, Riso Flora Liebig, Lavasbianca, Danone e molti altri. Inoltre scrive e realizza per la Best Sound le musiche dello spot per la campagna Pubblicità&Progresso contro la violenza nel calcio e la musica degli spot Monteshell e Mamanoel.

### 1985-1999: L'arrivo alla Fininvest e l'incontro con Alessandra Valeri Manera
Con l’arrivo alla Fininvest l’artista inizia ad occuparsi, oltre alla scrittura e all'arrangiamento della musica, anche della produzione artistica e della direzione musicale delle performance canore di vari personaggi della televisione come Gerry Scotti, Lino Banfi, Luca Barbareschi e molti altri.
Punto di svolta nella sua carriera è sicuramente il 2 agosto del 1985, quando durante una vacanza in montagna, riceve una telefonata di lavoro da Paola Orlandi, per incidere le versioni italiane di alcune canzoni giapponesi dell’anime Kiss Me Licia il quale, sarebbe stato trasmesso a settembre dello stesso anno. Nonostante i tempi molto stretti, registra, presso Mondial Sound, Freeway, Baby I Love You, Fire e Lonely Boy in poco più di due ore. Durante questa occasione, conosce Alessandra Valeri Manera, capostruttura della “fascia ragazzi” delle reti Fininvest, la quale, soddisfatta del lavoro svolto, lo scelse come voce cantata di Mirko dei Bee Hive. Durante gli anni legati a questo ruolo, incide anche diversi duetti con Cristina D'Avena.
La serie di Kiss Me Licia ebbe un così forte successo che portò alla produzione di quattro serie televisive italiane basate sulla storia originale e a un totale di 5 album musicali che vedono Draghi, insieme alla D'Avena, protagonista. Egli entra così a far parte del team di Alessandra Valeri Manera, collaborando stabilmente fino al 2002, come creativo musicale e direttore artistico, come autore delle sigle dei programmi contenitori Bim bum bam e Ciao ciao dal 1988 al 1992.
Nel 1987, incide quella che è la sua canzone più iconica, Lupin, l'incorreggibile Lupin, sebbene con uno pseudonimo in quanto inizialmente non sapeva ancora se legare o meno il suo nome a quel tipo di genere musicale. Nello stesso anno compone la prima sigla per Cristina D'Avena, dal titolo Juny peperina inventatutto. Per la D'Avena comporrà circa una quarantina di canzoni, tra le quali I Puffi sanno, Conte Dacula e L'isola della piccola Flo, curando anche diversi suoi album, come David Gnomo amico mio e Cristina canta Disney, dalla produzione artistica alla direzione dei cori. Spesso la melodia e l’arrangiamento delle canzoni commissionate per i cartoni animati, le scriveva nel viaggio di ritorno da Milano.
Oltre alle sigle dei cartoni animati l'artista compone anche molte sigle per varietà come Risate in famiglia, Una sera c'incontrammo, Evviva le mamme e Simpaticissima.
Durante il periodo di lavoro con Alessandra Valeri Manera, l'artista inizia a lavorare anche all'estero dal 1989 al 1994, come sovraintendente alla realizzazione delle versioni in lingua straniera di buona parte del repertorio musicale delle sigle dei cartoni animati, esportato in Spagna, Francia, Germania e America latina dove Fininvest possedeva alcune reti televisive. In particolare in Spagna, per Tele Cinco, l’oculata scelta degli interpreti vocali produrrà il conseguimento di due dischi d’oro.
Nel 1999 interpreta con Manuel De Peppe il brano A Paola per onorare il ricordo di Paola Tovaglia, scomparsa prematuramente 5 anni prima.

### 2000-2019: I 50 anni di carriera eLe mitiche sigle TV
Con l'approdo di Internet l'artista si rende conto, per la prima volta, del fenomeno che si era creato intorno ai cartoni animati e alla musica da lui cantata, in particolare con i primi inviti alle fiere del fumetto.
Nel 2017 partecipa al progetto Alza gli occhi e vai, canzone nata da un'idea di Ninni Carucci, insieme ad altri colleghi legati al mondo delle sigle dei cartoni animati. La canzone viene successivamente pubblicata come singolo per raccogliere fondi a sostegno del terremoto del 24 agosto 2016 ad Amatrice.
Nello stesso anno, in occasione del cinquantennale di carriera, parte la "Golden Age", ideata e prodotta da Nicola Bartolini Carrassi e, la lavorazione de Le mitiche sigle TV, nella quale vengono coinvolti oltre duecento sostenitori del Maestro, tramite diversi team di lavoro coordinati dallo stesso Carrassi, (Staff Golden Age, lo Staff Web e lo Staff Produttivo). L’album propone, una volta ultimato, per la prima volta, la pubblicazione di numerose sigle rimaste inedite per diversi decenni tra le quali I cinque samurai, Heartbreak tonight, Skysurfer: le cinque stelle della galassia e Video Power. La lavorazione è durata oltre un anno, mentre la pubblicazione è avvenuta il 23 febbraio 2018.
I festeggiamenti del suo 50º anniversario sono proseguiti poi, a Lucca Comics & Games 2018 con un concerto dal vivo insieme alla band "Gli amici di Lupin", dove è stata eseguita dal vivo La mia Margot, singolo uscito all'inizio di ottobre 2018 per il 50º anniversario della nascita di Lupin III.
A fine anno viene pubblicato il singolo Petali di stelle e luna con i testi in parte inediti scritti da Carrassi quasi 20 anni prima, estratto dal quinto CD dell'edizione deluxe di Le mitiche sigle TV. Nel secondo brano, Draghi duetta con il compositore e artista Francesco Faggi e con la sorella Elena Faggi.

## Premi e riconoscimenti
- 2020 – Onorificenza "Uomo illuminato"[15]